# Kopatschiwka (Luzk)
Kopatschiwka (ukrainisch Копачівка; russisch Копачовка Kopatschowka, polnisch Kopaczówka) ist ein Dorf in der Westukraine in der Oblast Wolyn, Rajon Luzk, etwa 5 Kilometer südwestlich von der ehemaligen Rajonshauptstadt Roschyschtsche und 17 Kilometer nordwestlich der Oblasthauptstadt Luzk gelegen.

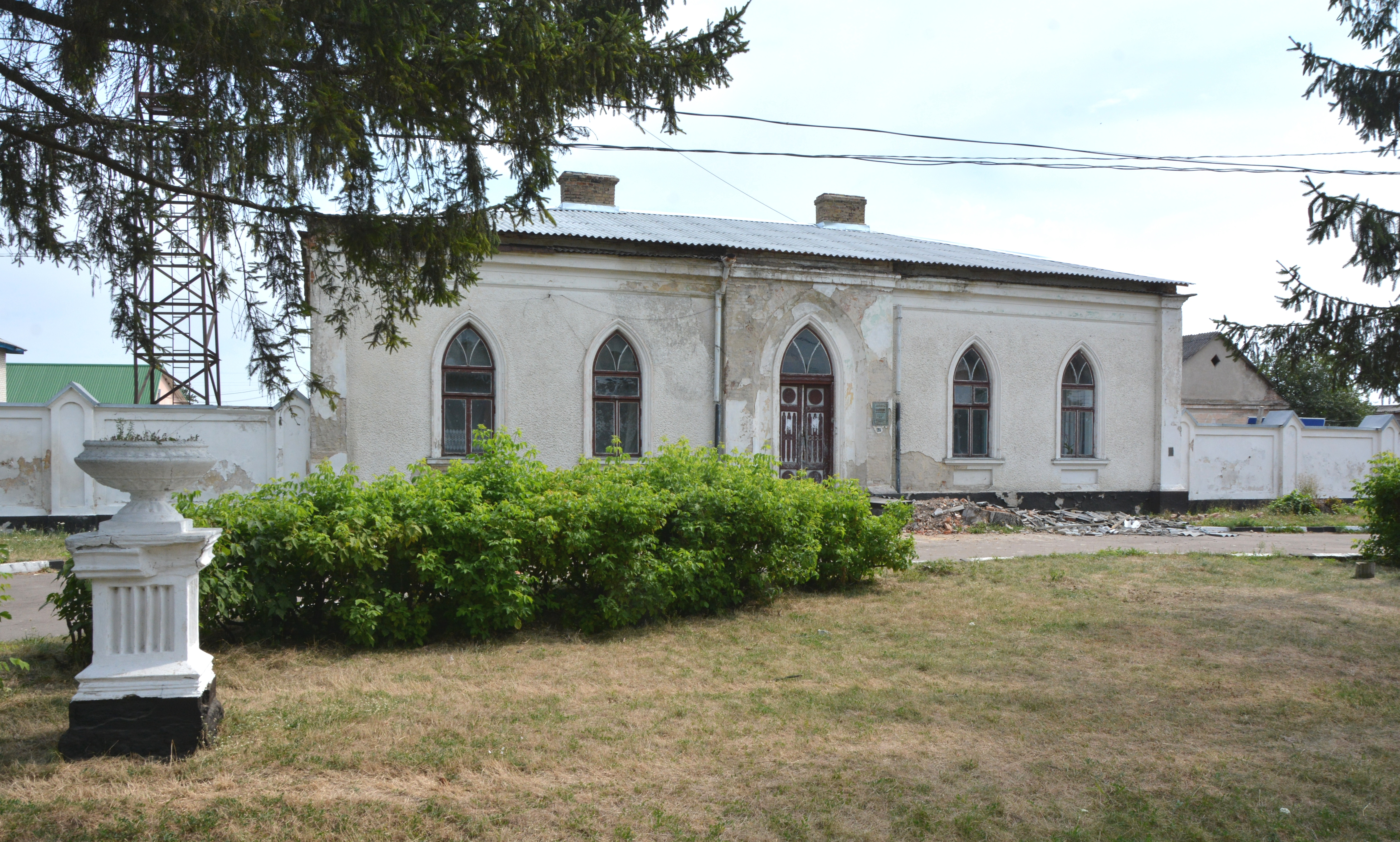
Postgebäude im Ort

## Geschichte
Der Ort entstand zum Ende des 17. Jahrhunderts, wird 1744 zum ersten Mal schriftlich erwähnt und gehörte bis 1793 in der Woiwodschaft Wolhynien zur Adelsrepublik Polen-Litauen. Mit den Teilungen Polens fiel der Ort an das Russische Reich und lag bis zum Ende des Ersten Weltkriegs im Gouvernement Wolhynien.
Nach dem Ersten Weltkrieg kam der Ort zu Polen (in die Woiwodschaft Wolhynien, Powiat Łuck, Gmina Rożyszcze), im Zweiten Weltkrieg wurde er zwischen 1939 und 1941 von der Sowjetunion besetzt. Nach dem Überfall auf die Sowjetunion im Juni 1941 wurde er dann bis 1944 von Deutschland besetzt, dies gliederte den Ort in das Reichskommissariat Ukraine in den Generalbezirk Brest-Litowsk/Wolhynien-Podolien, Kreisgebiet Luzk.
Nach dem Krieg wurde der Ort der Sowjetunion zugeschlagen. Dort kam das Dorf zur Ukrainischen SSR und seit 1991 ist es ein Teil der heutigen Ukraine.

## Verwaltungsgliederung
Am 14. August 2017 wurde das Dorf zum Zentrum der neugegründeten Landgemeinde Kopatschiwka (ukrainisch Копачівська сільська громада/Kopatschiwska silska hromada). Zu dieser zählten auch noch die 13 in der untenstehenden Tabelle aufgelistetene Dörfer, bis dahin bildete das Dorf zusammen mit den Dörfern Baschowa, Oleksandriwka, Pidlisky und Trostjanka die gleichnamige Landratsgemeinde Kopatschiwka (Копачівська сільська рада/Kopatschiwska silska rada) im Südosten des Rajons Roschyschtsche.
Am 17. Juli 2020 wurde der Ort Teil des Rajons Luzk.
Folgende Orte sind neben dem Hauptort Kopatschiwka Teil der Gemeinde:
| Name                     | Name          | Name                         | Name                                | Name |
| ukrainisch transkribiert | ukrainisch    | russisch                     | polnisch                            |      |
| ------------------------ | ------------- | ---------------------------- | ----------------------------------- | ---- |
| Baschowa                 | Башова        | Башова                       | Baszowa                             |      |
| Beresoluky               | Березолуки    | Березолуки (Beresoluki)      | Berezołupy Wielkie, Berezołupy Duże |      |
| Jabluniwka               | Яблунівка     | Яблоновка (Jablonowka)       | Stanisławówka                       |      |
| Kremenez                 | Кременець     | Кременец                     | Krzemieniec                         |      |
| Krowatka                 | Кроватка      | Кроватка (Krowatka)          | Krowatka                            |      |
| Ljubtsche                | Любче         | Любче (Lubtsche)             | Lubcze                              |      |
| Oleksandriwka            | Олександрівка | Александровка (Alexandrowka) | Aleksandrówka                       |      |
| Pidhirne                 | Підгірне      | Подгорное (Podgornoje)       | Berezołupy Małe                     |      |
| Pidlisky                 | Підліски      | Подлески (Podleski)          | Podliski                            |      |
| Saliszi                  | Залісці       | Залесцы (Saleszy)            | Zaliście                            |      |
| Trostjanka               | Тростянка     | Тростянка                    | Trościanka                          |      |
| Uljanyky                 | Уляники       | Ульяники (Uljaniki)          | Ulaniki                             |      |
| Uschowa                  | Ужова         | Ужова                        | Użowa                               |      |